# Armadillosuchus
Armadillosuchus – rodzaj krokodylomorfa z rodziny Sphagesauridae żyjącego w późnej kredzie na terenie dzisiejszej Ameryki Południowej. Skamieniałości przedstawicieli gatunku typowego, Armadillosuchus arrudai, zostały odkryte w datowanych na turon lub santon osadach formacji Adamantina w stanie São Paulo w Brazylii. W pobliżu odnaleziono liczne kompletne szczątki krokodylomorfów z rodzaju Baurusuchus. Armadillosuchus charakteryzował się wieloma cechami przypominającymi ssacze – zwłaszcza budową szczęk i zębów oraz obecnością ciężkiego pancerza składającego się z elastycznego obszaru oraz twardych tarczek pokrywających grzbiet zwierzęcia, przypominającego pancerze szczerbaków z rodziny pancerników (Dasypodidae). Cecha ta kontrastuje z obecnością podwójnego rzędu osteoderm u innych krokodylomorfów z rodziny Sphagesauridae. Armadillosuchus miał masywną czaszkę spłaszczoną grzbietowo-brzusznie. W kości przedszczękowej znajdowały się dwa zęby – drugi spośród nich był znacząco powiększony i przypominał kieł. Pierwszy ząb kości zębowej był zwrócony ku przodowi, podobnie jak u Adamantinasuchus navae i Mariliasuchus amarali, jednak inaczej niż u Sphagesaurus huenei. Skamieniałości wskazują na przypuszczalną wszystkożerność przedstawicieli tego rodzaju. Prawdopodobnie żywili się oni przynajmniej w pewnym stopniu roślinami, a także twardym pokarmem, takim jak korzenie, szyszki, wyschnięta padlina oraz mięczaki (mimo iż szczątków mięczaków nie odnaleziono w pobliżu skamieniałości Armadillosuchus, w formacji Adamantina były one pospolitymi zwierzętami). Armadillosuchus prawdopodobnie prowadził lądowy tryb życia i kopał nory.
Nazwa Armadillosuchus pochodzi od armadillo – hiszpańskiego określenia pancerników (Dasypodidae), pochodzącego od łacińskiego słowa armatus, oznaczającego „uzbrojony”, oraz zlatynizowanego greckiego souchos („krokodyl”). Nazwa gatunkowa arrudai honoruje João Tadeu Arrudę, który odkrył wiele skamieniałości w gminie General Salgado w stanie São Paulo.